# Amplificador FET

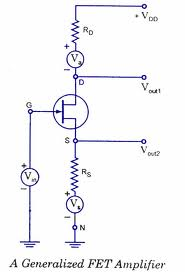
FET generalitzat com a amplificador

Un amplificador FET és un amplificador que utilitza un o més transistors d'efecte de camp (FET). El tipus més comú d'amplificador FET és l'amplificador MOSFET, que utilitza FET d'òxid metàl·lic i semiconductors (MOSFET). El principal avantatge d'un FET utilitzat per a l'amplificació és que té una impedància d'entrada molt alta i una impedància de sortida baixa.

## En detall
La transconductància ve donada per
{\displaystyle g_{m}={I_{\mathrm {D} } \over V_{\mathrm {GS} }}}
i reagrupant:
{\displaystyle I_{\mathrm {D} }=g_{m}V_{\mathrm {GS} }}

## Circuit equivalent
La resistència interna Rgs, entre porta i font apareix entre drenatge i font. Rds és la resistència interna entre el desguàs i la font. Com que Rgs és molt alt, es considera infinit i Rds es rebutja.

## Guany de tensió
Per a un circuit equivalent FET ideal, el guany de tensió ve donat per,{\displaystyle A_{v}={\frac {V_{DS}}{V_{GS}}}}i a partir de la definició de transconductància,{\displaystyle A_{V}=g_{m}\cdot R_{D}}